# Mimomanes subpulchra
Mimomanes subpulchra är en fjärilsart som beskrevs av W. Warren 1909. Mimomanes subpulchra ingår i släktet Mimomanes och familjen mätare. Inga underarter finns listade i Catalogue of Life.